# Van-de-Graaff-Beschleuniger

Schematischer Aufbau eines Van-de-Graaff-Beschleunigers

3-Megavolt-Van-de-Graaff-Beschleuniger (Rosenau-Labor, Tübingen)

Ein Van-de-Graaff-Beschleuniger ist ein Gleichspannungs-Teilchenbeschleuniger auf der Basis des Van-de-Graaff-Generators. Er wurde 1930 von Robert Jemison Van de Graaff erfunden. Fast immer dient er zur Beschleunigung positiv geladener Ionen für physikalische Experimente.

## Hochspannungserzeugung
Die Beschleunigungsspannung wird mit einem mechanisch angetriebenen, elektrisch nur sehr schwach leitenden Endlosband erzeugt, auf das durch eine Beladeeinheit mittels einer Koronaentladung positive elektrische Ladung aufgebracht und zu einem Hochspannungsterminal befördert wird. Dort entlädt sich das Band an einer Entladeeinheit wiederum durch Koronaentladung und die transportierte Ladung fließt auf eine Terminalelektrode ab. Dadurch steigt deren Elektrische Spannung, es entsteht ein positives Potential gegen Masse, das mehrere Megavolt betragen kann.
Die maximale Terminalspannung wird in erster Linie durch die auftretende elektrische Feldstärke und die damit in Zusammenhang stehende Durchschlagsfestigkeit des umgebenden Mediums begrenzt. Aus diesem Grund befindet sich der Van-de-Graaff-Generator in einem mit Gas gefüllten Druckbehälter. Durch ein geeignetes Gas, wie reinen, trockenen Stickstoff, Kohlendioxid oder Schwefelhexafluorid SF6, unter geeignetem Druck kann die Durchschlagsfestigkeit zwischen Terminal und Umgebung und damit die erreichbare Spannung wesentlich erhöht werden. Der Ladestrom wird so groß gewählt, wie zum Erreichen der maximalen Terminalspannung nötig ist.
Störungen und Schwankungen der Hochspannung am Terminal beeinflussen direkt die Energie der beschleunigten Ionen. Deshalb wird mittels einer Koronatriode die Hochspannung zusätzlich stabilisiert, indem diese nach Bedarf negative Ladung auf das Terminal leitet. Schwankungen und Wechselanteile der Hochspannung werden mittels einer kapazitiven Messelektrode gemessen, eines metallischen Bandes, das an der Innenseite des Druckbehälters nahe dem Terminal isoliert angebracht ist. Diese Anordnung stellt einen kapazitiven Spannungsteiler zwischen Terminal, Metallstreifen und Behälter dar.

## Beschleunigerteil
Die Ionen werden von einer Ionenquelle in der Terminalelektrode erzeugt. Dazu ist eine elektrische Energieversorgung im Inneren des Terminals notwendig. Diese kann aus einem Stromgenerator bestehen, der von der Rolle des Ladungstransportbandes angetrieben wird.
Die Hochspannung wird über eine Widerstandskette entlang einem Ionenstrahlrohr (auch Säule genannt) so aufgeteilt, dass die Teilspannungen auf den metallischen Potentialringen des Rohres eine gleichmäßige Feldverteilung ergeben. Die Ionen werden in der evakuierten Säule beschleunigt und gelangen nach deren Durchlaufen durch ein u. U. mehrere Meter langes Rohrsystem zum  Target. Auf dem Weg dahin wird der Ionenstrahl durch verschiedene elektronenoptische Komponenten, meist Elektromagnete, fokussiert und nach Bedarf abgelenkt. Die erreichbaren Stromstärken des Teilchenstrahls liegen im Mikroampere-Bereich.
Wegen der Möglichkeit, die Beschleunigungsspannung und damit die Energie der Ionen sehr genau konstant zu halten, ist der Van-de-Graaff-Beschleuniger ein Präzisionswerkzeug der Niederenergie-Kernphysik geworden.
Eine Weiterentwicklung des Van-de-Graaff-Beschleunigers ist der Tandembeschleuniger.